# Anisopleura yunnanensis
Anisopleura yunnanensis е вид водно конче от семейство Euphaeidae.

## Разпространение
Видът е разпространен в Китай (Гуанси и Юннан).